# Ломас де Замора
Ломас де Замора (шп. Lomas de Zamora) је град у Аргентини у покрајини Буенос Ајрес. Према процени из 2005. у граду је живело 603.699 становника.

## Становништво
Према процени, у граду је 2005. живело 603.699 становника.
| 1980.   | 1991.   | 2001.   |
| ------- | ------- | ------- |
| 510.130 | 574.330 | 591.345 |